# Steven Dubois
Steven Dubois (* 1. Mai 1997 in Terrebonne) ist ein kanadischer Shorttracker.

## Werdegang
Dubois trat international erstmals bei den Juniorenweltmeisterschaften 2016 in Sofia in Erscheinung. Dort errang er den 11. Platz mit der Staffel und den sechsten Platz im Mehrkampf. Sein Debüt im Weltcup hatte er zu Beginn der Saison 2018/19 in Calgary. Dabei belegte er den 19. Platz über 1000 m, den achten Rang über 500 m und den sechsten Platz mit der Mixed-Staffel. Beim folgenden Weltcup in Salt Lake City errang er mit dem dritten Platz über 1500 m seine erste Podestplatzierung im Weltcup. Es folgte der zweite Platz in Almaty mit der Staffel und dritte Plätze in Turin über 1000 m und 1500 m. Bei den Weltmeisterschaften 2019 in Sofia wurde er Neunter im Mehrkampf. Die Saison beendete er auf dem zweiten Platz im Weltcup über 1500 m. In der folgenden Saison siegte er in Dresden über 500 m und in Dordrecht mit der Staffel. Zudem errang er mit der Staffel zweimal den dritten Platz, über 500 m den dritten Platz in Shanghai und über 1000 m jeweils einmal den zweiten und dritten Platz. Er belegte damit zum Saisonende den zehnten Platz im Weltcup über 1500 m, den neunten Rang im Weltcup über 500 m und den fünften Platz im Weltcup über 1000 m. Bei den Vier-Kontinente-Meisterschaften 2020 in Montreal gewann er über 500 m, 1000 m, 1500 m, im Mehrkampf und mit der Staffel jeweils die Silbermedaille.

## Persönliche Bestzeiten
- 500 m      39,845 s (aufgestellt am 2. November 2018 in Calgary)
- 1000 m    1:22,337 min (aufgestellt am 12. November 2022 in Salt Lake City)
- 1500 m    2:09,254 min (aufgestellt am 9. Februar 2022 in Peking)
- 3000 m    5:05,189 min (aufgestellt am 10. März 2019 in Sofia)

## Erfolge

### Olympische Spiele
- 2022 Peking: 1. Platz Staffel, 2. Platz 1500 m, 3. Platz 500 m, 6. Platz Mixed-Staffel

### Weltmeisterschaften
- 2019 Sofia: 4. Platz 1500 m, 9. Platz Mehrkampf, 18. Platz 1000 m, 19. Platz 500 m
- 2021 Rotterdam: 14. Platz 500 m, 16. Platz Mehrkampf, 19. Platz 1000 m, 20. Platz 1500 m
- 2022 Montreal: 3. Platz Staffel, 7. Platz 500 m, 11. Platz 1000 m, 12. Platz Mehrkampf, 19. Platz 1500 m
- 2023 Seoul: 2. Platz 500 m, 3. Platz 1000 m, 4. Platz Staffel, 8. Platz 1500 m
- 2024 Rotterdam: 4. Platz 500 m, 5. Platz Mixed-Staffel, 6. Platz 1000 m, 12. Platz Staffel, 14. Platz 1500 m
- 2025 Peking: 1. Platz 500 m, 1. Platz 1000 m, 1. Platz Staffel, 1. Platz Mixed-Staffel

### Vier-Kontinente-Meisterschaften
- 2020 Montreal: 2. Platz Staffel, 2. Platz Mehrkampf, 2. Platz 500 m, 2. Platz 1000 m, 2. Platz 1500 m
- 2023 Salt Lake City: 1. Platz 500 m, 3. Platz 1500 m, 3. Platz Mixed-Staffel, 4. Platz Staffel, 5. Platz 1000 m
- 2024 Laval: 1. Platz Mixed-Staffel, 1. Platz 500 m, 2. Platz 1500 m, 3. Platz Staffel, 5. Platz 1000 m

### Platzierungen im Weltcup

#### Weltcupsiege

##### Weltcupsiege im Einzel
| Nr. | Datum             | Ort       | Disziplin |
| --- | ----------------- | --------- | --------- |
| 1.  | 9. Februar 2020   | Dresden   | 500 m     |
| 2.  | 30. Oktober 2022  | Montreal  | 500 m     |
| 3.  | 11. Februar 2023  | Dordrecht | 1000 m    |
| 4.  | 16. Dezember 2023 | Seoul     | 1000 m    |
| 5.  | 18. Februar 2024  | Danzig    | 500 m     |
| 6.  | 2. November 2024  | Montreal  | 500 m     |
| 7.  | 14. Dezember 2024 | Seoul     | 500 m     |
| 8.  | 8. Februar 2025   | Tilburg   | 500 m     |

### Weltcupsiege im Team
| Nr. | Datum             | Ort              |
| --- | ----------------- | ---------------- |
| 1.  | 16. Februar 2020  | Dordrecht 1      |
| 2.  | 31. Oktober 2021  | Nagoya 1         |
| 3.  | 21. November 2021 | Debrecen 1       |
| 4.  | 6. November 2022  | Salt Lake City 2 |
| 5.  | 11. Dezember 2022 | Almaty 3         |
| 6.  | 22. Oktober 2023  | Montreal 4       |
| 7.  | 10. Dezember 2023 | Peking 4         |
| 8.  | 18. Februar 2024  | Danzig 5         |
| 9.  | 27. Oktober 2024  | Montreal 6       |
| 10. | 3. November 2024  | Montreal 6       |
| 11. | 3. November 2024  | Montreal 7       |

#### Weltcup-Gesamtplatzierungen
| Saison  | Gesamt | Gesamt | 500 m  | 500 m | 1000 m | 1000 m | 1500 m | 1500 m |
| Saison  | Punkte | Platz  | Punkte | Platz | Punkte | Platz  | Punkte | Platz  |
| ------- | ------ | ------ | ------ | ----- | ------ | ------ | ------ | ------ |
| 2018/19 | –      | –      | 4.194  | 22.   | 6.580  | 16.    | 23.040 | 2.     |
| 2019/20 | –      | –      | 18.359 | 9.    | 19.612 | 5.     | 12.189 | 10.    |
| 2021/22 | –      | –      | 14.194 | 7.    | 93     | 40.    | 4.790  | 15.    |
| 2022/23 | 668    | 3.     | 348    | 2.    | 230    | 6.     | 90     | 19.    |
| 2023/24 | 1.052  | 2.     | 433    | 2.    | 399    | 2.     | 220    | 8.     |
| 2024/25 | 740    | 4.     | 460    | 1.    | 78     | 17.    | 152    | 8.     |